# ペンタゴン大行進
ペンタゴン大行進（ペンタゴンだいこうしん、March on the Pentagon）とは、1967年10月21日にアメリカ合衆国のワシントンD.C.で行われた、ベトナム戦争に反対する大規模なデモである。リンカーン記念館の前で行われた集会には10万人以上が参加した。集会後、そのうちの5万人がペンタゴン（国防総省本庁舎）まで行進し、ペンタゴンの警備に当たっていた空挺隊員と対峙した。兵士が持つ銃にデモ参加者が花を挿した様子を撮影した写真『フラワーパワー』(Flower Power)は、世界的に有名になった。

## 背景
1967年1月14日の夜、芸術家マイケル・ボーウェンのサンフランシスコのアトリエに、アレン・ギンズバーグ、ゲーリー・スナイダー、ティモシー・リアリー、ジェリー・ルービンなどのカウンターカルチャーの関係者が集まり、ヒューマン・ビーインの運動が始まった。このとき集まったグループは、ペンタゴンへのベトナム反戦のデモ行進を計画するようになった。スナイダーは「ペンタゴンは悪魔払いするべきだ」と説き、ボーウェンは、デモ行進の目的を「ペンタゴンを空中浮揚させる」ことにしようと提案した。
ベトナム戦争終結のための全米動員委員会(Mobe)のまとめ役だったデイヴィッド・デリンジャーは、カリフォルニア大学バークレー校でベトナム反戦運動を率いていたジェリー・ルービンを引き込み、デモ行進の企画を任せた。アビー・ホフマンは公民権運動を経てMobeに参加していた。ボーウェンは、メキシコで瞑想活動をした後に、ニューヨークで開かれたデモ行進の計画のための会議に出席した。ボーウェンは「ペンタゴンを空中浮揚させる」と主張し、他の出席者は比喩的な意味だと捉えていたが、ボーウェンは文字通りの意味で発言していた。

## デモ
1967年10月21日、デモ活動はMobeによるワシントンD.C.のリンカーン記念館の前での集会から始った。中産階級、聖職者、ヒッピー、黒人活動家など、様々な人々が参加し、参加者数は10万人に達した。リンカーン記念館での集会では、フォークシンガー、フィル・オクスによるコンサートや、デイヴィッド・デリンジャー、ベンジャミン・スポックによる演説が行われた。ノーマン・メイラー、ロバート・ローウェル、ドワイト・マクドナルド、ノーム・チョムスキー、ポール・グッドマンなどの著名人も集会に参加した。
集会の後、アビー・ホフマンに率いられた5万人がペンタゴンに向かって行進した。デモ隊がペンタゴンに近づくと、ペンタゴンを警備する陸軍第82空挺師団の兵士がデモ隊の行方を塞ぎ、ペンタゴンの入口の階段に人間バリケードを築いた。ホフマンはその場で、ペンタゴンの空中浮揚を試み、念力によってペンタゴンがオレンジ色に変わり振動し始めれば、そのときにベトナム戦争は終結すると述べた。アレン・ギンズバーグはホフマンの念力を助けるために、チベットの呪文を唱えた。
デモ参加者の中にはペンタゴンに侵入しようとする者もいたが、兵士により阻止された。その後、デモ隊に向かって催涙ガスが撒かれ、ライフル銃による威嚇射撃が行われた。デモ隊と兵士は何時間も対峙したが、深夜0時ごろにはほとんどの参加者が排除された。

## ギャラリー

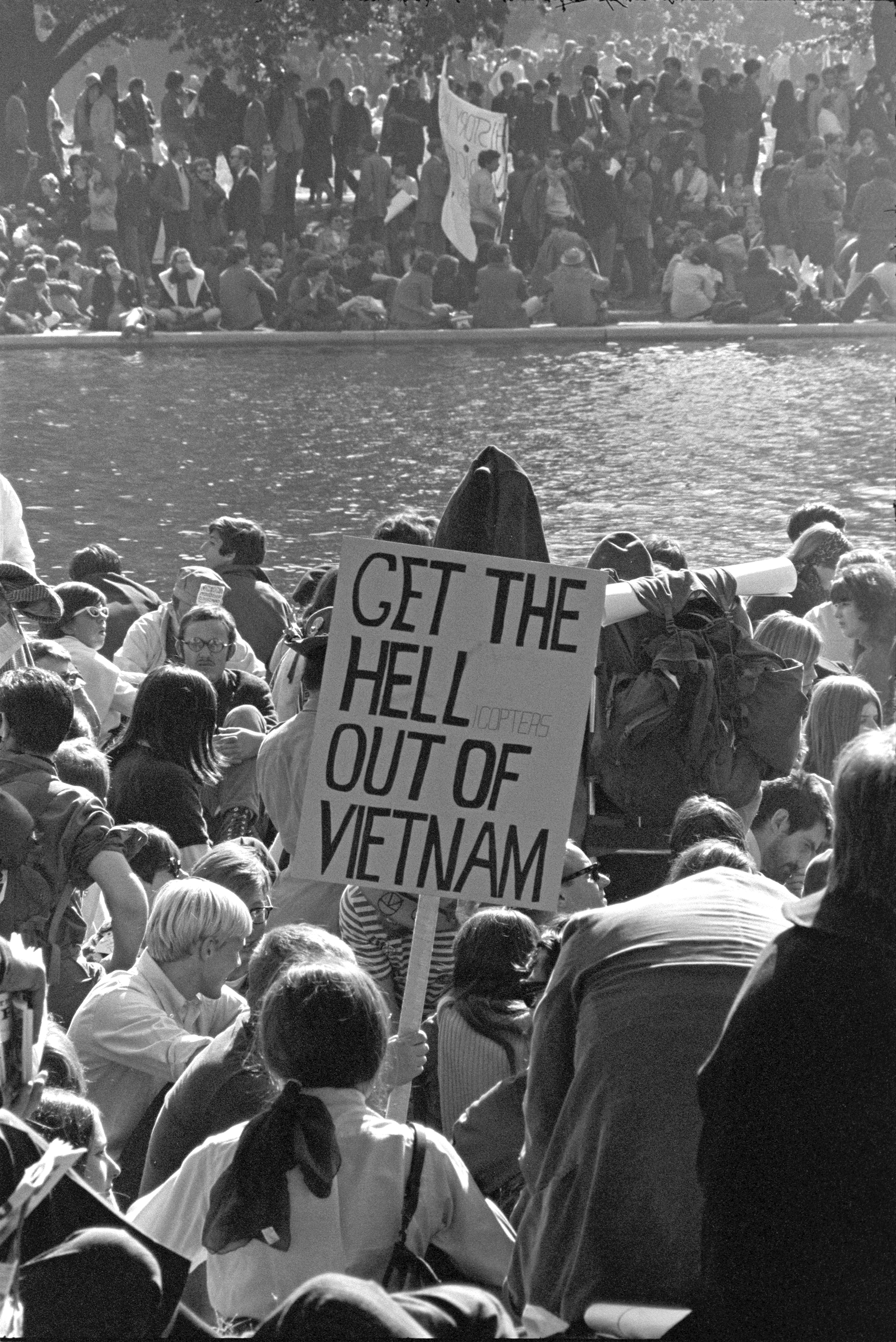
リンカーン記念堂のリフレクティング・プールの周りに集まった参加者
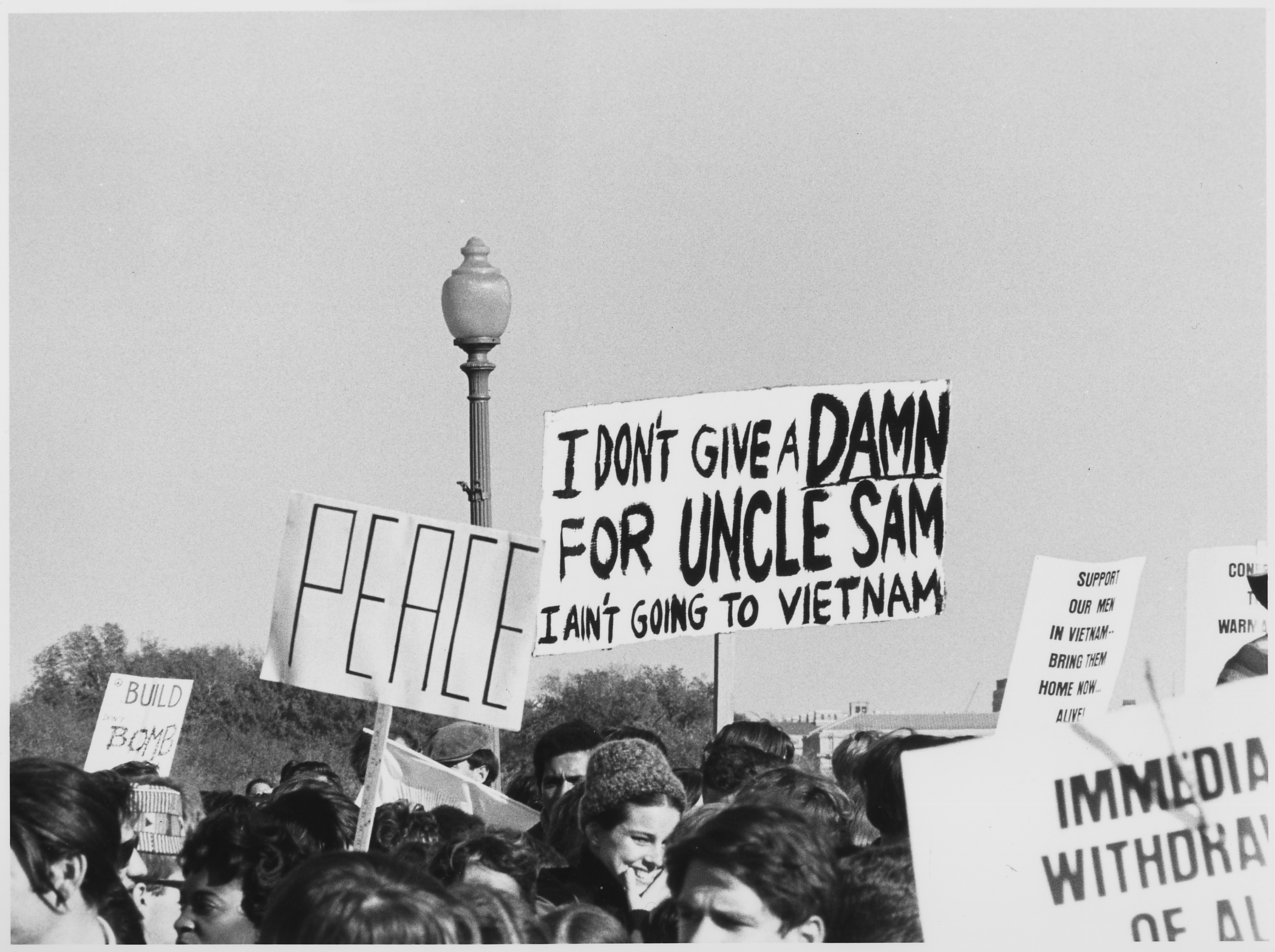
デモ行進の様子
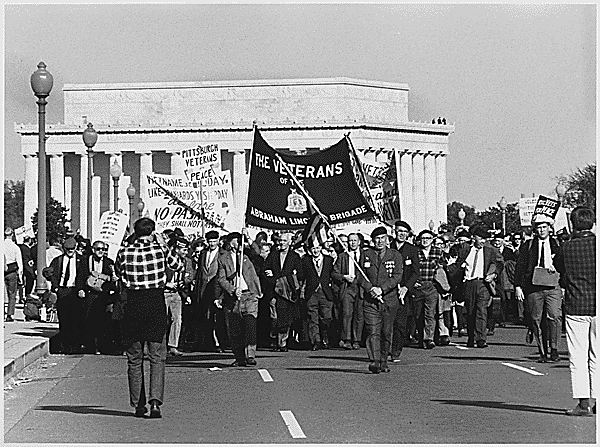
リンカーン記念館を背に行進するリンカーン大隊（英語版）の退役軍人
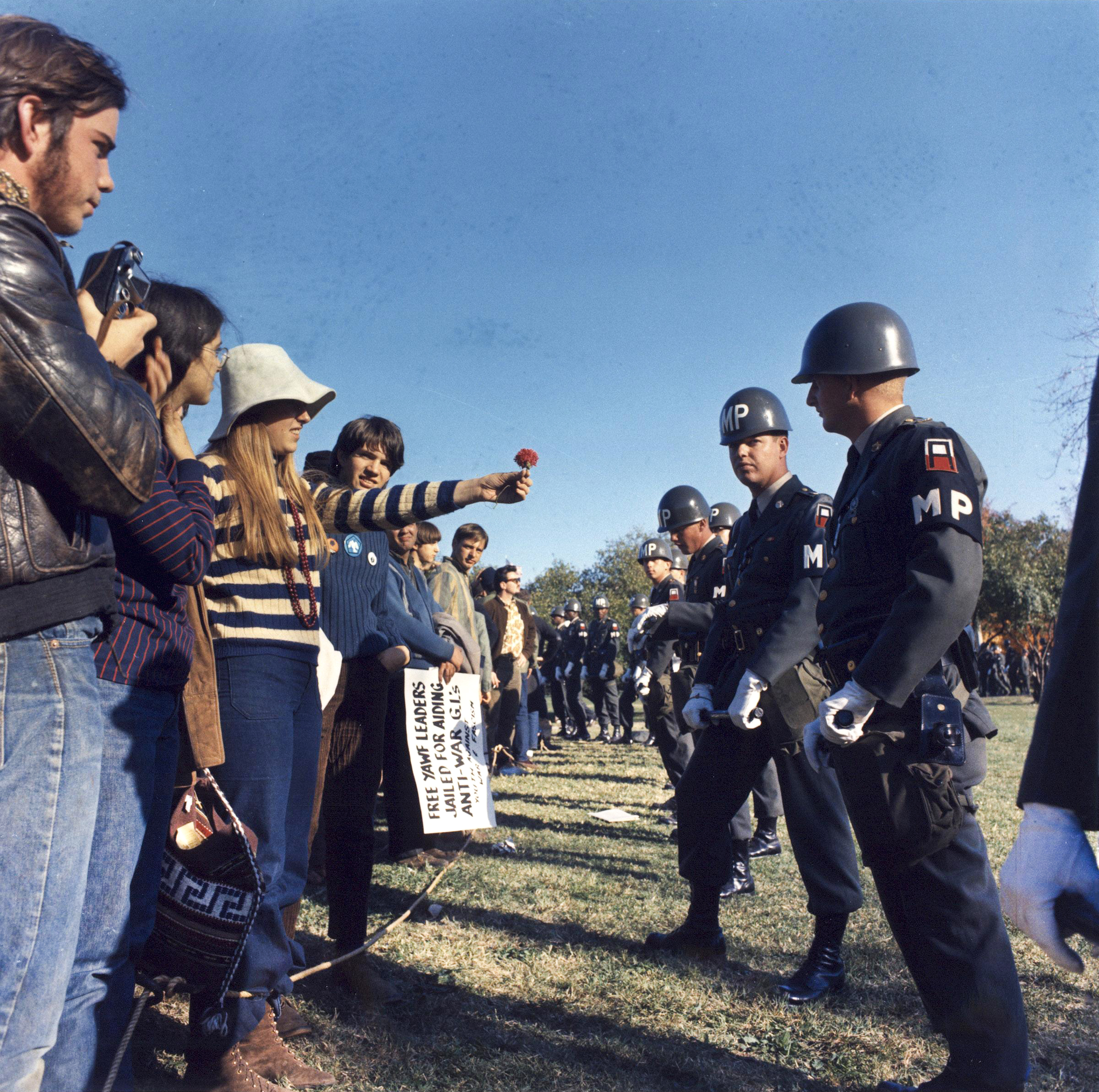
兵士に花を手渡そうとするデモ参加者
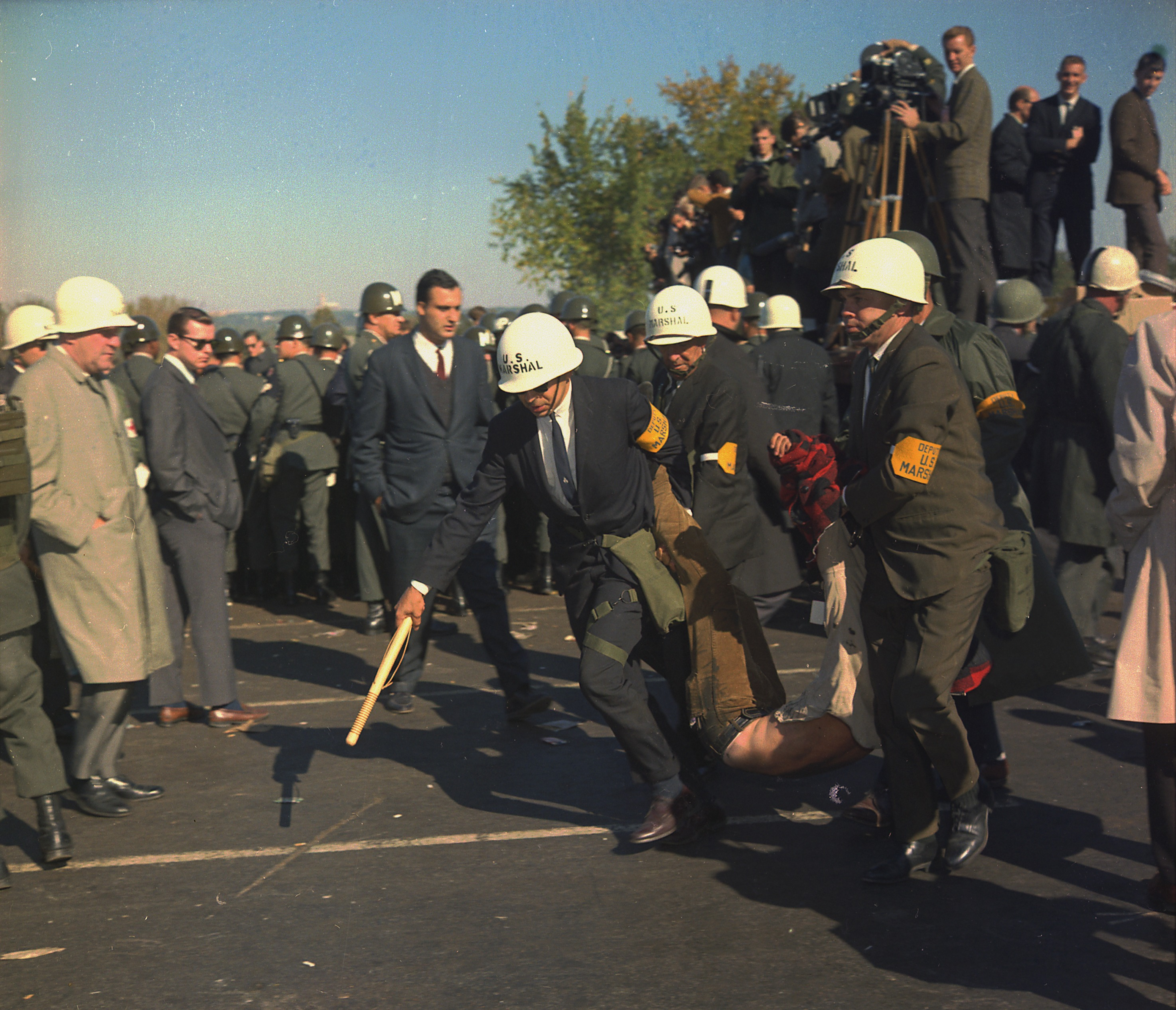
デモ参加者を排除する連邦保安局の職員
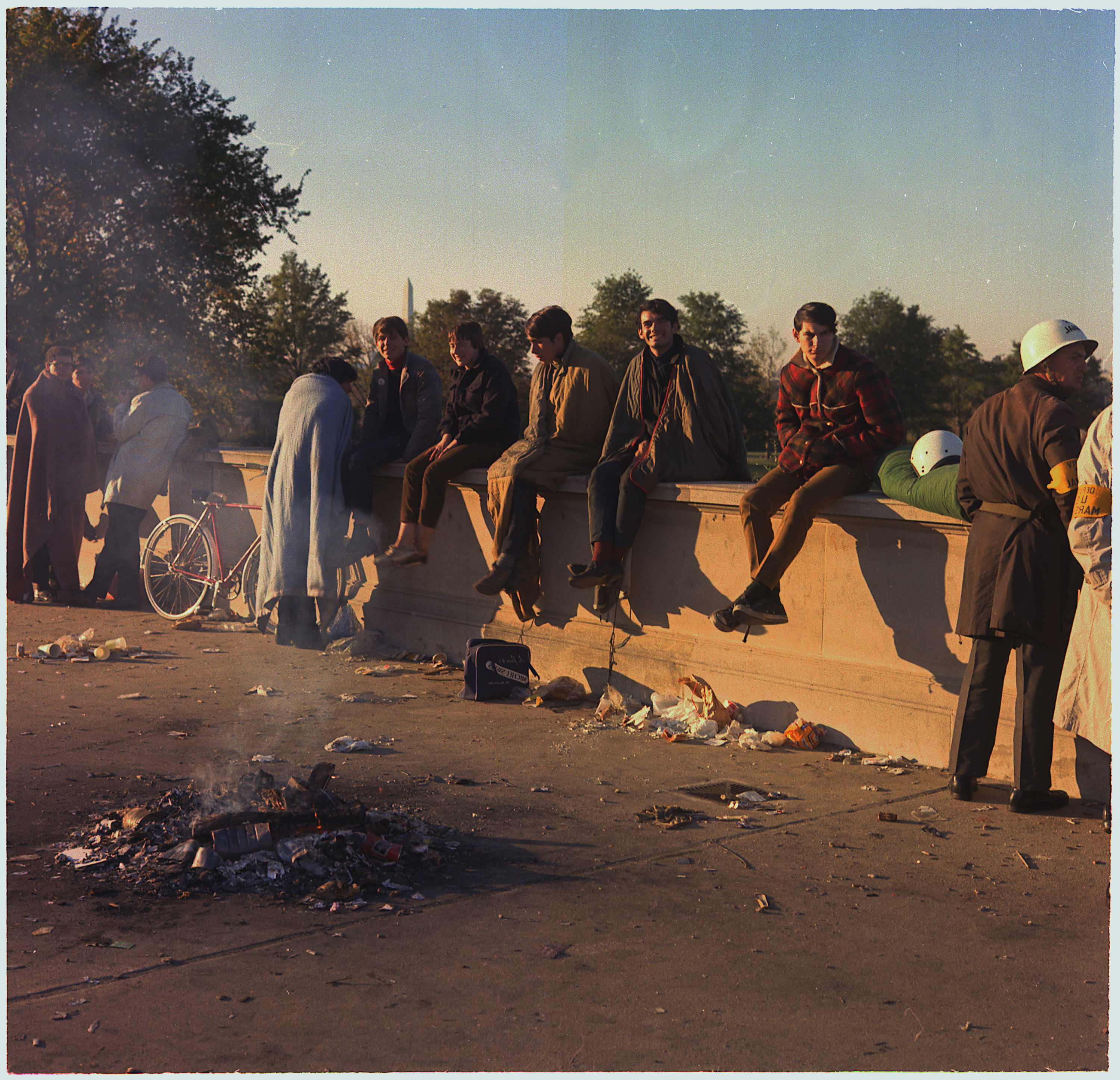
キャピトル・モールで火を焚くデモ参加者